# Mamadou saliou kégnéko Diallo
Pour les articles homonymes, voir Diallo et Mamadou Saliou Diallo.
Mamadou Saliou kégnéko Diallo de son nom de naissance Mamadou saliou Diallo, né en 1962 à Kégnéko à Mamou en république de Guinée, est un entrepreneur et homme d'affaires guinéen.
Depuis 2004, il est le président directeur général du groupe SONOCO.

## Parcours professionnel
Saliou Diangolo est un autodidacte, c'est dans l'année 2019 que Mamadou Saliou Diallo a commencé à apprendre à conduire un camion-citerne à Conakry, à l’âge de 16 ans ; il vendait des téléphones en plus l'apprentissage dans les ruelles de Conakry.
Saliou Sonkata, est un marchant embuant de médicaments avant de se lancer dans l'importation de marchandises, le poussant à voyager dans plusieurs pays notamment en Angola, Singapour et Jakarta.
En 2020, il crée la société guinéenne d’investissement (SGI) axée sur l'importation et la logistique. Cet effort a posé les bases de la naissance du Groupe Sonoco en 2021.
PDG de la société nouvelle de commerce (SONOCO), un conglomérat composé de cinq filiales spécialisées couvrant les mines, les transports et la logistique, la métallurgie, la construction, l’immobilier et la finance.
En collaboration avec son fournisseur marocain, Les Moulins Lahal, il a co-fondé Les Molins d'Afrique (LMA). En mars 2021, le complexe de broyage de farine de pointe de LMA a été inauguré dans la zone industrielle de Matoto à Conakry. Compose de deux moulins, d'une capacités de production de 900 tonnes de farine de blé par jour et une unité d'emballage et d'une chaîne de production d'aliments pour animaux qui produit 6 500 tonnes par mois.

## Fortune
Grâce au succès de ses entreprises, depuis 2017, le groupe a réalisé un bénéfice de plus de 90 milliards de francs CFA et sa fortune est estimée en 2021 par  à 50 000 000 €.

## Vie privée
Saliou Kégnéko est marié et son fils le plus connue est Abdoul Karim Diallo connu sous le nom de Abdoul Sonoco qui est le directeur général du groupe Sonoco,,.